# Psammathodoxa
Psammathodoxa là một chi bướm đêm thuộc họ Erebidae.

## Loài
- Psammathodoxa cochlidioides Dyar, 1921